# Falset (kommun)
Falset är en kommun i Spanien.   Den ligger i provinsen Província de Tarragona och regionen Katalonien, i den östra delen av landet, 400 km öster om huvudstaden Madrid. Antalet invånare är 2 894. Arean är 32 kvadratkilometer. Falset gränsar till Porrera, Pradell de la Teixeta, Marçà, El Masroig, Bellmunt del Priorat och Gratallops. 
Terrängen i Falset är kuperad åt nordost, men åt sydväst är den platt.